# 大村巌
大村 巌（おおむら いわお、1969年5月31日 - ）は、北海道稚内市出身の元プロ野球選手（外野手）・コーチ・監督、解説者・評論家。
愛称は同姓の大村崑にちなんだ「コンちゃん」。

## 来歴・人物
東海大四高校2年時の1986年に、夏の甲子園（第68回大会）にエース兼五番打者として出場し、尽誠学園高校（香川県代表）の伊良部秀輝（元千葉ロッテマリーンズ等）から本塁打を放ち注目される。1987年秋のプロ野球ドラフト会議にてロッテオリオンズに6位で指名された（この時のドラフト1位は上述の伊良部）。投手として入団したが、すぐに打者に転向した。
1989年のフレッシュオールスターゲームで2安打を放ち最優秀選手に選出された際に、賞金の使い道を問われ、「すべてバット代」と答えるほどの練習熱心な選手だった。
1995年は1A・バイセイリア・オークスに野球留学した。
二軍生活が長かったが、1995年頃から一軍出場が増え95 - 99年ごろまでは準レギュラー的な位置を確保する。
1999年にはクリーンナップを務め打率.276、本塁打13、打点52を記録。だがその後は突発性難聴やケガに苦しんだ。
2003年のシーズン終了後に現役を引退した。
現役時代は童謡『ゆかいな牧場』をもじった独特の応援歌で人気があった。解説者時代に応援歌の歌詞に因んだ「イワイワオー」という文字が題名に含まれたコラムをロッテ公式サイトに書いていた（ただし、本人がその題名を希望したかは不明）。
イラストが得意であり、様々な選手のイラストを描いた所、描かれた選手からも好評を博し、「大村巌画伯」と呼ばれていた。後に球団からも大村巌画伯Tシャツが発売された。
2013年に発売されたスポーツライター赤坂英一の著書『プロ野球 コンバート論』（PHP研究所、2013年5月11日初版発行、ISBN 9784569811932）では、大村視点で糸井嘉男のコンバートの時の様子が描かれている。

### 現役引退後
引退後は千葉テレビ放送「マリーンズナイター」・J SPORTS STADIUM解説者（2004年 - 2005年）を経て、2006年に北海道日本ハムファイターズの二軍打撃コーチに就任。
2009年から2010年までは一軍打撃コーチを務め、前年リーグ最下位だったチーム打率、得点を2009年はリーグトップにし、同年のリーグ優勝に貢献した。
2011年から2012年までは再び二軍打撃コーチを務めた。日本ハムコーチ時代は糸井嘉男、中田翔を育てた。糸井は「大村巌打撃コーチは鬼コーチだから。でも、俺にイチからバッティングを叩き込んでくれた方で本当にお世話になった。筒香がセ・リーグを代表するスラッガーに成長することができたのも、大村コーチが一役買っていると思う」「帰りに書店に寄られて、子犬の正しい飼い方みたいな本を読んで、次の日から僕めっちゃ褒められるようになった」と述べている。また、筒香本人も「大村コーチと横須賀できっちり練習をしたことが、今の結果につながっていると思います。」と語っている。
2013年は横浜DeNAベイスターズの二軍打撃コーチ、2014年は二軍監督兼打撃コーチ（背番号は90）、2015年は一軍打撃コーチを務め、同年10月4日に辞任した。
2016年からは古巣・ロッテの二軍打撃コーチを務めた。背番号は76。2019年は一軍打撃コーチを務め、10月4日、自らの申し出により、退団した。
2020年からはDeNAに復帰した。背番号は90。この年から2022年までは二軍打撃コーチを担当。その後、2023年から2024年までは育成打撃コーチを務めた。
2025年からは田代富雄、石井琢朗、鈴木尚典、柳田殖生の4コーチと共に役職が一軍・二軍の区別のない野手コーチに変更となり、4月22日からは村田修一と共にスコアラー兼任となった。

## 詳細情報

### 年度別打撃成績
| 年 度      | 球 団      | 試 合 | 打 席 | 打 数 | 得 点 | 安 打 | 二 塁 打 | 三 塁 打 | 本 塁 打 | 塁 打 | 打 点 | 盗 塁 | 盗 塁 死 | 犠 打 | 犠 飛 | 四 球 | 敬 遠 | 死 球 | 三 振 | 併 殺 打 | 打 率 | 出 塁 率 | 長 打 率 | O P S |
| ---------- | ---------- | ----- | ----- | ----- | ----- | ----- | -------- | -------- | -------- | ----- | ----- | ----- | -------- | ----- | ----- | ----- | ----- | ----- | ----- | -------- | ----- | -------- | -------- | ----- |
| 1992       | ロッテ     | 1     | 3     | 3     | 0     | 0     | 0        | 0        | 0        | 0     | 0     | 0     | 0        | 0     | 0     | 0     | 0     | 0     | 1     | 0        | .000  | .000     | .000     | .000  |
| 1993       | ロッテ     | 31    | 50    | 48    | 5     | 10    | 2        | 0        | 2        | 18    | 7     | 0     | 0        | 0     | 1     | 1     | 0     | 0     | 15    | 0        | .208  | .220     | .375     | .595  |
| 1995       | ロッテ     | 37    | 103   | 96    | 8     | 26    | 7        | 0        | 4        | 45    | 23    | 0     | 0        | 1     | 1     | 5     | 0     | 0     | 26    | 3        | .271  | .304     | .469     | .773  |
| 1996       | ロッテ     | 76    | 211   | 199   | 23    | 62    | 12       | 0        | 8        | 98    | 32    | 0     | 0        | 0     | 4     | 5     | 1     | 3     | 44    | 2        | .312  | .332     | .492     | .824  |
| 1997       | ロッテ     | 73    | 246   | 227   | 13    | 53    | 13       | 0        | 3        | 75    | 18    | 1     | 0        | 1     | 3     | 14    | 2     | 1     | 54    | 10       | .233  | .278     | .330     | .608  |
| 1998       | ロッテ     | 95    | 296   | 283   | 20    | 81    | 10       | 0        | 6        | 109   | 38    | 2     | 1        | 0     | 1     | 11    | 1     | 1     | 45    | 13       | .286  | .314     | .385     | .699  |
| 1999       | ロッテ     | 99    | 287   | 268   | 26    | 74    | 13       | 1        | 13       | 128   | 52    | 0     | 2        | 0     | 1     | 15    | 2     | 3     | 59    | 7        | .276  | .321     | .478     | .798  |
| 2000       | ロッテ     | 14    | 20    | 18    | 0     | 2     | 0        | 0        | 0        | 2     | 1     | 0     | 0        | 0     | 0     | 2     | 0     | 0     | 4     | 0        | .111  | .200     | .111     | .311  |
| 2001       | ロッテ     | 11    | 14    | 12    | 0     | 2     | 0        | 0        | 0        | 2     | 3     | 0     | 0        | 0     | 0     | 1     | 0     | 1     | 2     | 0        | .167  | .286     | .167     | .452  |
| 2002       | ロッテ     | 4     | 4     | 4     | 0     | 0     | 0        | 0        | 0        | 0     | 0     | 0     | 0        | 0     | 0     | 0     | 0     | 0     | 1     | 1        | .000  | .000     | .000     | .000  |
| 通算：10年 | 通算：10年 | 441   | 1234  | 1158  | 95    | 310   | 57       | 1        | 36       | 477   | 174   | 3     | 3        | 2     | 11    | 54    | 6     | 9     | 251   | 36       | .268  | .303     | .412     | .715  |

### 年度別守備成績
| 年 度 | 球 団  | 外野  | 外野  | 外野  | 外野  | 外野  | 外野     | 一塁  | 一塁  | 一塁  | 一塁  | 一塁  | 一塁     |
| 年 度 | 球 団  | 試 合 | 刺 殺 | 補 殺 | 失 策 | 併 殺 | 守 備 率 | 試 合 | 刺 殺 | 補 殺 | 失 策 | 併 殺 | 守 備 率 |
| ----- | ------ | ----- | ----- | ----- | ----- | ----- | -------- | ----- | ----- | ----- | ----- | ----- | -------- |
| 1992  | ロッテ | 1     | 3     | 0     | 0     | 0     | 1.000    | -     | -     | -     | -     | -     | -        |
| 1993  | ロッテ | 28    | 24    | 2     | 0     | 0     | 1.000    | -     | -     | -     | -     | -     | -        |
| 1995  | ロッテ | 21    | 21    | 0     | 0     | 0     | 1.000    | 2     | 3     | 0     | 0     | 0     | 1.000    |
| 1996  | ロッテ | 55    | 72    | 2     | 1     | 0     | .987     | -     | -     | -     | -     | -     | -        |
| 1997  | ロッテ | 60    | 96    | 1     | 0     | 0     | 1.000    | -     | -     | -     | -     | -     | -        |
| 1998  | ロッテ | 80    | 107   | 2     | 2     | 1     | .982     | -     | -     | -     | -     | -     | -        |
| 1999  | ロッテ | 60    | 73    | 2     | 0     | 0     | 1.000    | -     | -     | -     | -     | -     | -        |
| 2000  | ロッテ | 3     | 3     | 0     | 0     | 0     | 1.000    | -     | -     | -     | -     | -     | -        |
| 2001  | ロッテ | 2     | 1     | 0     | 0     | 0     | 1.000    | -     | -     | -     | -     | -     | -        |
| 通算  | 通算   | 310   | 400   | 9     | 3     | 1     | .993     | 2     | 3     | 0     | 0     | 0     | 1.000    |

### 表彰
- ジュニアオールスターゲームMVP：1回（1989年）

### 記録
初記録
- 初出場・初先発出場：1992年9月30日、対オリックス・ブルーウェーブ23回戦（千葉マリンスタジアム）、7番・左翼手で先発出場
- 初安打・初打点：1993年7月7日、対オリックス・ブルーウェーブ12回戦（千葉マリンスタジアム）、2回裏に星野伸之から
- 初本塁打：1993年7月26日、対福岡ダイエーホークス17回戦（福岡ドーム）、9回表に本原正治からソロ
- 初盗塁：1997年5月10日、対福岡ダイエーホークス8回戦（北九州市民球場）、4回表に二盗（投手：若田部健一、捕手：城島健司）

### 背番号
- 55（1988年 - 2003年）
- 76（2006年 - 2012年、2016年[12] - 2019年）
- 90（2013年[9] - 2015年、2020年[15] - ）